# Leif Jennekvist
Leif Jennekvist, född 14 april 1957, är en svensk polisman som tidigare var chef för länskriminalen i Stockholm. Jennekvist ledde utredningen efter mordet på Anna Lindh 2003, vilket han även har skrivit en bok om. 
Som kommenderingschef har Leif Jennekvist lett ett flertal av de stora polisfallen i Sverige, bl.a. jakten på Ioan Ursut, Stureplansmorden 1994, de försvunna kurdbarnen, OS-bombaren och kidnappningen av Erik Westerberg. Han var också Stockholmspolisens kommenderingschef efter Tsunamikatastrofen 2004 och ledde arbetet med mottagandet av de omkomna offren och deras anhöriga. Han har varit polismästare för Roslagens polismästardistrikt och spelade en central roll tillsammans med länspolismästare Carin Götblad när kommissarier åtalats vid länskriminalen. 
Leif Jennekvist var från 2008 polismästare i Söderorts polismästardistrikt. Där drev han frågor om att minska ungdomskriminalitet, våld mot kvinnor och för en ökad polisnärvaro i allmänna kommunikationer, i krogmiljöer och på allmänna platser i trygghetsskapande syfte.
Leif Jennekvist tillträdde som tillförordnad länspolismästare i Västmanlands län 1 september 2012 för en period av sex månader, och utsågs 2013 till ordinarie länspolismästare.